# Préfecture de Yamanashi
 (juillet 2010).
Si vous disposez d'ouvrages ou d'articles de référence ou si vous connaissez des sites web de qualité traitant du thème abordé ici, merci de compléter l'article en donnant les références utiles à sa vérifiabilité et en les liant à la section « Notes et références ».
Yamanashi (山梨県, Yamanashi-ken) est une préfecture du Japon située au centre du Chūbu.

## Histoire

### De la Préhistoire auXIVesiècle
Le peuplement de la région de Yamanashi remonte à 30 000 ans environ. La chasse et la pêche précédèrent une phase de rassemblement qu'exige la culture du riz ; vint ensuite la création de villages qui formèrent la région. Les tumulus de Maruyama et Choshizuka furent élevés à partir de la fin du IVe siècle. De ces sépultures, on peut imaginer que la colline Sone à Nakamichi a joué un rôle primordial.
Au VIIIe siècle Yamanashi s'appelait Kai no kuni, la province de Kai, et comprenait, outre Yamanashi, les arrondissements de Yatsuhiro, Koma et Tsuru ; les activités étaient centrées autour des villes actuelles de Kasugai, Ichinomiya et Misaka. À partir du XIIe siècle, les nobles de la cour commencèrent à se soulever contre l'ancien régime et, peu à peu, devinrent des militaires dont le pouvoir alla croissant. Vers 1131, Kiyomitsu, fils de Yoshikiyo Minamoto, fonda le clan Kai (Kaigenji).

### DuXVesiècleauXIXesiècle
Les générations de Takeda, Ogasawara et Nanbu, tous membres du clan Kai, furent très prospères.
Au XVIe siècle, Takeda Nobutora devint daimyō — nous sommes dans la période des États combattants — et bâtit le domaine de Tsuzuji et le château de Yōgaiyama à Kōfu. C'est à partir de là que Takeda Shingen tenta de contrôler et d'unifier le Japon.
À la mort de son successeur Takeda Katsuyori, en 1582, la province de Kai passa sous la coupe des clans Oda, Toyotomi puis Tokugawa au début de la période Edo. Sous la houlette du bakufu d'Edo (gouvernement militaire), le clan Kofu (qui était basé à Kuninaka) s'unit au clan Yamura (basé à Gunnai), mais en 1724 la région tomba directement entre les mains du gouvernement d'Edo. Avec le développement de la route de Koshu (Koshu Kaido) et du transport sur la rivière Fuji, les marchandises, les matières premières et les produits culturels envahirent la région.
Au milieu du XIXe siècle, les contradictions du gouvernement militaire et du système clanique provoquèrent une érosion de l'autorité centrale à laquelle toutes les régions de l'archipel opposèrent une vive résistance. Au même moment, le pays était contraint de s'ouvrir, sous la pression des États-Unis et de l'Europe, et de s'engager sur la voie de la modernisation.

### DuXIXesiècleauXXIesiècle
Après l'entrée du gouvernement de Meiji dans le château de Kofu (1868), la région gouvernée par le kaifu devint le département de Kai et, le 20 novembre 1872, prit le nom de département de Yamanashi. (Le 20 novembre est désormais le Jour des Citoyens.)
Au début de l'ère Meiji (1868-1912), et en raison de la politique de développement industrielle mise en place par Fujimura, les filatures et les exploitations vinicoles commencèrent leur développement. À la fin de la période Meiji, la ligne de chemin de fer Chūō fut inaugurée, ce qui aida à la croissance industrielle de la région et à son développement culturel. Dans les villages, les agriculteurs ne possédaient que des exploitations de petite surface et de 1910 à la fin des années 1920, on nota de nombreux conflits chez les fermiers. En 1926, la ligne de chemin de fer Minobu commença son activité, mettant ainsi un point final au transport fluvial sur la rivière Fuji.
En 1945, dans le cadre d'une réforme de la propriété foncière, les fermes individuelles purent prendre un nouvel essor. Parallèlement, se développèrent les cultures fruitières. La période qui suivit fut celle d'une forte croissance de l'industrie et du commerce. En 1982, l'autoroute Chūō fut ouverte au public, ce qui donna naissance aux activités du secteur tertiaire que l'on rencontre encore actuellement.

## Géographie
Le département de Yamanashi se trouve à peu près au centre de Honshu, l'île principale du Japon. Il est bordé des préfectures de Tokyo, Kanagawa, Saitama, Shizuoka et Nagano. Yamanashi possède une superficie de 4 464,6 km2, et est entouré de hautes montagnes qui se dressent entre 2 000 et 3 000 mètres. Le département est recouvert de forêts sur 78 % de sa superficie, dont trois parcs nationaux et un parc quasi national, comme le célèbre parc national de Fuji-Hakone-Izu.
La ville de Kōfu, capitale de la préfecture de Yamanashi, occupe une position importante du point de vue géographique, puisqu'elle relie les zones industrielles de l'océan Pacifique aux côtes de la mer du Japon. Du fait de sa position géographique à l’intérieur des terres, la préfecture de Yamanashi n’a pas de littoral.

### Villes
Liste des villes (市, shi) de la préfecture de Yamanashi.
| - Chūō - Fuefuki - Fujiyoshida - Hokuto - Kai - Kōfu (capitale) - Kōshū | - Minami-Alps - Nirasaki - Ōtsuki - Tsuru - Uenohara - Yamanashi |

### Districts

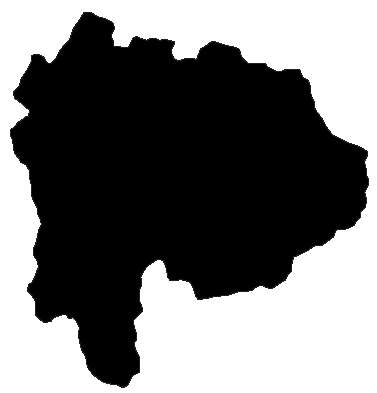

Liste des 5 districts (郡, gun) de la préfecture de Yamanashi, ainsi que de leurs 8 bourgs (町, cho/machi) et 6 villages (村, son/mura) [en italique].
| - District de Kitatsuru - Kosuge - Tabayama - District de Minamikoma - Hayakawa - Fujikawa - Minobu - Nanbu | - District de Minamitsuru - Dōshi - Fujikawaguchiko - Narusawa - Nishikatsura - Oshino - Yamanakako - District de Nakakoma - Shōwa - District de Nishiyatsushiro - Ichikawamisato |

## Économie

### Agriculture

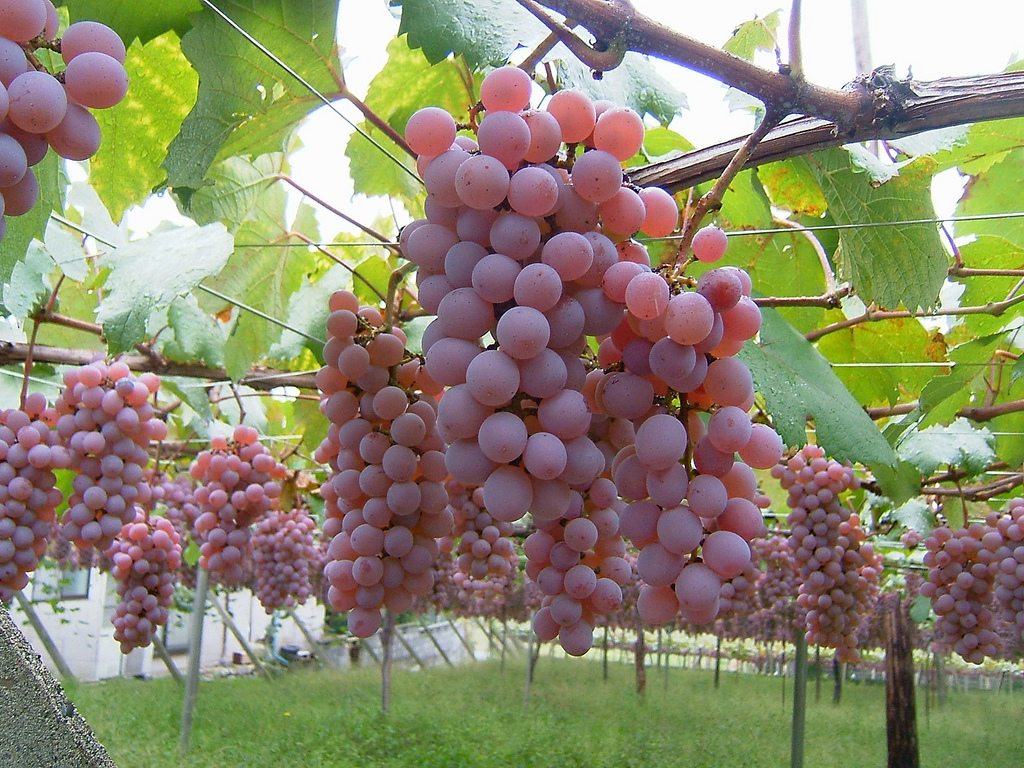
La préfecture est l'un des centres de la viticulture au Japon.

Le climat et la situation du département de Yamanashi conviennent particulièrement bien à la production de fruits : raisins de table, pêches, prunes, cerises, kakis, pommes et abricots japonais-en plus grande quantité ici que partout ailleurs au Japon- valant à Yamanashi sa réputation de « Royaume des fruits ».
Yamanashi est célèbre pour sa production vinicole. En effet la centaine d’établissements vinicoles qui existent à Yamanashi produisent près de la moitié de tout le vin produit au Japon. La préfecture s'est aussi fait connaitre pour sa production de Whisky japonais, et plusieurs distilleries comme Hakushu y sont implantées. De nombreuses bières artisanales sont aussi produite dans la région.

### Industrie
Au cours des dernières années, des sociétés de mécatronique se sont installées dans le département de Yamanashi et y ont développé leurs activités qui représentent aujourd'hui l'un des moteurs de l'économie du département.

### Joaillerie
Avec Idar-Oberstein, en Allemagne, la ville de Kōfu est également l'un des plus grands centres du monde pour la taille des pierres précieuses et pour la fabrication des bijoux. La taille et le polissage des pierres précieuses ont été perfectionnés à partir des techniques ramenées à Yamanashi par un prêtre shintoïste qui avait appris à tailler des boules de cristal à Kyoto. La maîtrise technique de Kōfu lui assure un marché mondial pour ses produits, comme le cristal, les agates, le jade et les opales, et elle lui a valu le privilège de posséder le seul musée de la joaillerie du Japon.

## Jumelage
La préfecture d'Yamanashi est jumelée avec les municipalités ou régions suivantes, :
- Sichuan (Chine) depuis le 18 juin 1985 ;
- Chungcheong du Nord (Corée du Sud) depuis le 27 mars 1992 ;
- Saône-et-Loire (France) depuis le 7 avril 2000[5] ;
- Iowa (États-Unis) depuis le 14 mars 1960 ;
- Minas Gerais (Brésil) depuis le 25 juillet 1973.

## Tourisme

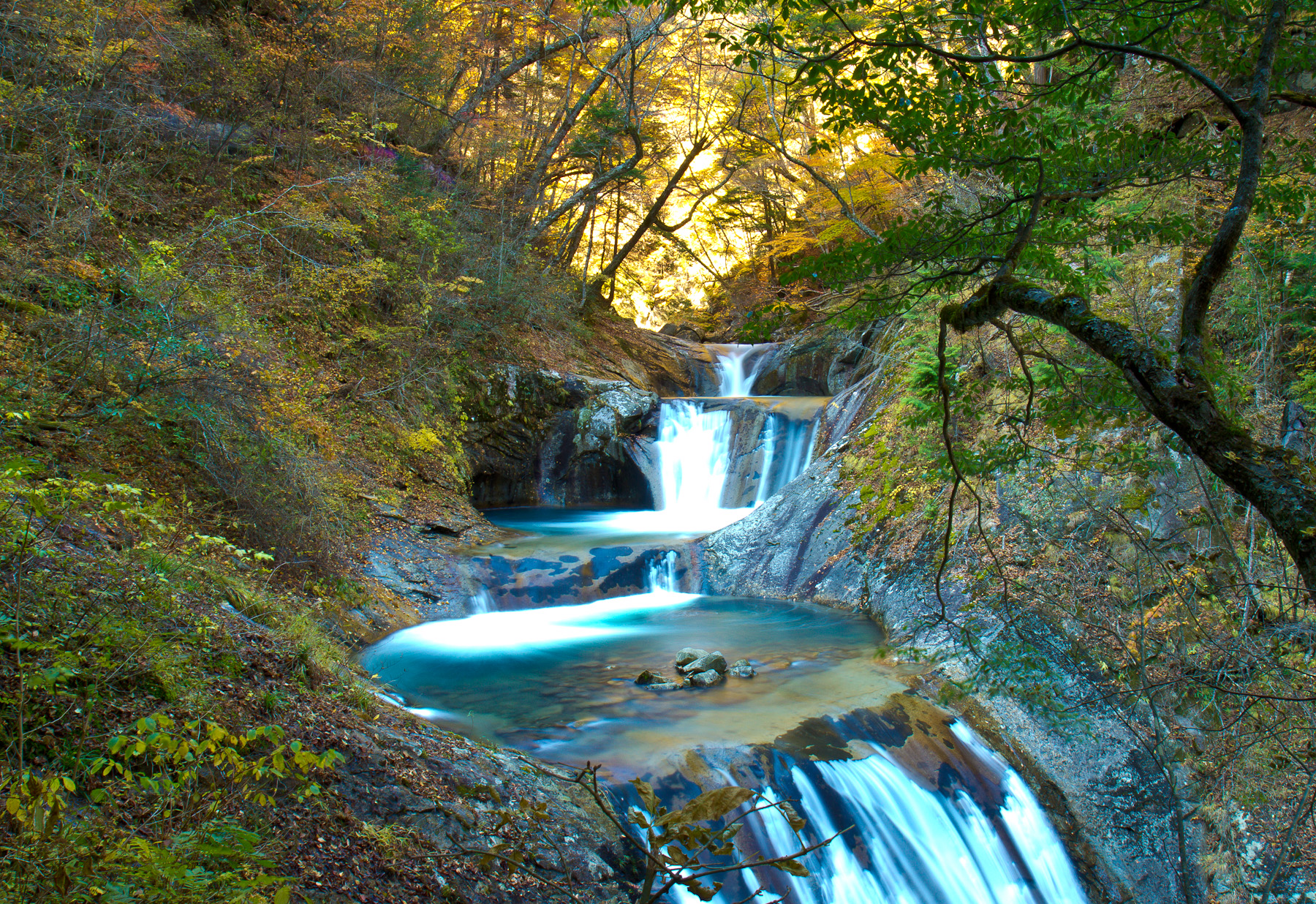
Nishizawa Valley

Yamanashi est une destination touristique populaire. Le Mont Fuji, la région des Fujigoko, la ville de Kōfu, la proximité d'établissements vinicoles, les temples bouddhiques Erin-ji (en) et Kuon-ji sont quelques-uns des principaux  endroits à visiter. Elle abrite le parc d'attractions Fuji-Q Highland avec ses nouvelles montagnes russes Eejanaika. On y trouve également la mystérieuse forêt d'Aokigahara (connue pour le nombre important de personnes qui y ont été retrouvées mortes depuis les années 1950).
L'écotourisme est particulièrement en vogue dans la région. La topographie naturelle de la région (le Mont Fuji et ses Cinq Lacs, les Alpes du Sud, le parc national de Chichibu Tamakai et la région des montagnes de Yatsugatake) font de Yamanashi un endroit très apprécié par les randonneurs.
Étant donné l'activité volcanique, des sources chaudes naturelles (onsen) s'y trouvent en abondance. La plus grande source thermale de la région, située à Isawa, se trouve à une heure et demie de Tokyo.

## Honneur
L'astéroïde (5473) Yamanashi est nommé en son honneur.